# Neuseeländische Cricket-Nationalmannschaft in Sri Lanka in der Saison 1983/84
Die Tour der neuseeländischen Cricket-Nationalmannschaft nach Sri Lanka in der Saison 1983/84 fand vom 3. bis zum 29. März 1984 statt. Die internationale Cricket-Tour war Bestandteil der Internationalen Cricket-Saison 1983/84 und umfasste drei Tests und drei ODIs. Neuseeland gewann die Test-Serie 2–0 und die ODI-Serie 2–1.

## Vorgeschichte
Neuseeland spielte zuvor eine Tour gegen England, für Sri Lanka war es die erste Tour der Saison.
Das letzte Aufeinandertreffen der beiden Mannschaften bei einer Tour fand in der Saison 1982/83 in Neuseeland statt.

## Stadien
Die folgenden Stadien wurden für die Tour als Austragungsort vorgesehen.
| Stadion                                 | Stadt    | Kapazität | Spiele         |
| --------------------------------------- | -------- | --------- | -------------- |
| Colombo Cricket Club Ground (CCC)       | Colombo  | 6.000     | 3. Test        |
| Paikiasothy Saravanamuttu Stadium (PSS) | Colombo  | 15.000    | 3. ODI         |
| Sinhalese Sports Club Ground (SSC)      | Colombo  | 10.000    | 2 Test; 1. ODI |
| Asgiriya Stadium                        | Kandy    | 10.300    | 1. Test        |
| De Soysa Stadium                        | Moratuwa | 16.000    | 2. ODI         |

## Kaderlisten
Die folgenden Kader wurden vor der Tour bekanntgegeben.
| Test | Test | ODI | ODI |
| Sri Lanka | Neuseeland | Sri Lanka | Neuseeland |
| --- | --- | --- | --- |
| - Jayantha Amerasinghe - Roy Dias - Susil Fernando - Vinothen John - Sanath Kaluperuma - Ranjan Madugalle - Chaminda Mendis - Arjuna Ranatunga - Rumesh Ratnayake - Rumesh Ratnayeke - Sidath Wettimuny - Guy de Alwis - Somachandra de Silva | - Stephen Boock - John Bracewell - Chris Cairns - Ewen Chatfield - Jeremy Coney - Jeff Crowe - Martin Crowe - Richard Hadlee - Geoff Howarth - Richard Reid - Ian Smith - John Wright | - Roy Dias - Vinothen John - Uvais Karnain - Brendon Kuruppu - Ranjan Madugalle - Chaminda Mendis - Arjuna Ranatunga - Rumesh Ratnayeke - Sidath Wettimuny - Guy de Alwis - Ashantha de Mel - Aravinda de Silva - Somachandra de Silva | - Stephen Boock - Chris Cairns - Ewen Chatfield - Jeremy Coney - Jeff Crowe - Martin Crowe - Bruce Edgar - Richard Hadlee - Geoff Howarth - Richard Reid - Ian Smith - Derek Stirling - John Wright |

## One-Day Internationals

### Erstes ODI in Colombo
| 3. März Scorecard | Colombo (SSC) | Neuseeland 234-6 (42/42)        | – | Sri Lanka 130 (37.3/42) |
|                   |               | Neuseeland gewinnt mit 104 Runs |   |                         |

### Zweites ODI in Moratuwa
| 31. März Scorecard | Moratuwa | Sri Lanka 157-8 (40/40)       | – | Neuseeland 116 (34/40) |
|                    |          | Sri Lanka gewinnt mit 41 Runs |   |                        |

### Drittes ODI in Colombo
| 1. April Scorecard | Colombo (PSS) | Neuseeland 201-8 (44/44)       | – | Sri Lanka 115 (38.1/44) |
|                    |               | Neuseeland gewinnt mit 86 Runs |   |                         |

## Tests

### Erster Test in Kandy
| 9. – 14. März Scorecard | Kandy (AS) | Neuseeland 276 (100.1) & 201-8d (54.5) | – | Sri Lanka 215 (79.5) & 97 (27.3) |
|                         |            | Neuseeland gewinnt mit 165 Runs        |   |                                  |

### Zweiter Test in Colombo
| 16. – 21. März Scorecard | Colombo (SSC) | Sri Lanka 174 (90.5) & 289 (127) | – | Neuseeland 198 (64.3) & 123 (86) |
|                          |               | Remis                            |   |                                  |

### Dritter Test in Colombo
| 24. – 29. März Scorecard | Colombo (CCC) | Sri Lanka 256 (82) & 142 (57)                    | – | Neuseeland 459 (175) |
|                          |               | Neuseeland gewinnt mit einem Innings und 61 Runs |   |                      |